# Museu do Papel
O Museu do Papel Terras de Santa Maria é um museu industrial localizado em Paços de Brandão, no Município Santa Maria da Feira, encontrando-se instalado em duas antigas fábricas de papel do século XIX: a Fábrica Custódio Pais e a Fábrica dos Azevedos.

## História do Museu
Este Museu monográfico, que demonstra um grande valor patrimonial na História do Papel desde 1708 no Concelho de Santa Maria da Feira e em vários outros Concelhos do País, como na enorme importância da produção do mesmo em Portugal, é sem dúvida um marco conseguido dentro da Museologia Industrial Portuguesa.
Este Museu, pertencente à Câmara Municipal de Santa Maria da Feira, está inserido na Freguesia de Paços de Brandão, como um dos marcos históricos mais importantes das Terras de Santa Maria, foi inaugurado no dia 26 de Outubro de 2001 e integra na Rede Portuguesa de Museus desde o dia 18 de Maio de 2002.
Está instalado num amplo espaço que abrange três antigos imóveis papeleiros, do séc. XIX, em Paços de Brandão - a Fábrica do Engenho Novo, a Fábrica de Custódio Pais e a Fábrica dos Azevedos. É um Museu dedicado ao fabrico do papel, com um espaço de produção manual e um espaço industrial onde se mostra o processo de fabrico em contínuo. Destaca-se ainda uma colecção de Marcas de Água e um espólio constituído por peças oriundas de diferentes fábricas do país.
Inaugurado em 26 de Outubro de 2001, o Museu do Papel Terras de Santa Maria constitui o primeiro espaço museológico dedicado à História do Papel em Portugal.
A criação de um museu monográfico dedicado à História do Papel, justifica-se pela importância que, desde 1708, a indústria do papel teve no concelho de Santa Maria da Feira e em vários concelhos vizinhos que integram uma vasta região da antiga Terra de Santa Maria. Simultaneamente, esta nova proposta museográfica dedicada à História do Papel veio preencher uma lacuna na Museologia Industrial Portuguesa.
O Museu do Papel, sendo propriedade da Câmara Municipal de Santa Maria da Feira, está integrado na Divisão de Acção Cultural e Turismo da sua tutela.
Desde o dia 18 de Maio de 2002, este museu integra a Rede Portuguesa de Museus. 
Instalado num antigo engenho papeleiro fundado em 1822, o Museu do Papel Terras de Santa Maria constitui, pela temática e colecções do seu acervo, um museu monográfico dedicado à História do Papel em Portugal. 
Integrando espaços manufactureiros e industriais em actividade, proporciona o envolvimento e participação do visitante nos processos de fabrico, correspondentes aos períodos proto-industrial e industrial da História do Fabrico do Papel: produção de papel folha a folha, também chamado papel de forma, e processo de fabrico em contínuo. 
Fazem também parte do Museu do Papel as ruínas do Engenho Novo (1795-1958) que são, pela sua imponência e beleza circundante, um espaço privilegiado e um exemplo ímpar da importância que algumas fábricas do concelho de Santa Maria da Feira tiveram ao longo dos séculos XVIII e XIX. 
Assumindo a missão de preservar memórias do fabrico do papel, este novo espaço museológico tem como principal objectivo potencializar os valores históricos, culturais e sócio-económicos de uma região papeleira com quase três séculos de actividade, num compromisso permanente entre o passado e o futuro.
O Museu do Papel foi eleito o Melhor Museu do País em 2011. O prémio foi atribuído pela Associação Portuguesa de Museologia (APOM).